# Frauenstein, Kärnten
Frauenstein är en kommun  i Österrike. Den ligger i distriktet Sankt Veit an der Glan i förbundslandet Kärnten, i den centrala delen av landet, 220 km sydväst om huvudstaden Wien. 
Kommunen har fått sitt namn efter slottet Frauenstein, fyra kilometer sydväst om kommunens huvudort Kraig. 
Kommunen består av 52 orter (Ortschaften) (inom parentes invånarantal 1 januari 2024):

- Beißendorf (18)
- Breitenstein (27)
- Dornhof (121)
- Dreifaltigkeit (8)
- Dörfl (4)
- Eggen (36)
- Fachau (49)
- Frauenstein (6)
- Föbing (11)
- Gassing (78)
- Grassen (13)
- Gray (16)
- Graßdorf (190)
- Grua (3)
- Hammergraben (15)
- Hintnausdorf (69)
- Hunnenbrunn (365)
- Höffern (16)
- Hörzenbrunn (2)
- Innere Wimitz (35)
- Kraig (639)
- Kraindorf (18)
- Kreuth (16)
- Laggen (9)
- Leiten (25)
- Lorenziberg (2)
- Mailsberg (1)
- Mellach (36)
- Nußberg (28)
- Obermühlbach (115)
- Pfannhof (18)
- Predl (29)
- Puppitsch (46)
- Pörlinghof (138)
- Sand (135)
- Schaumboden (108)
- Seebichl (17)
- Siebenaich (2)
- Stammerdorf (21)
- Steinbichl (85)
- Steinbrücken (5)
- Stromberg (69)
- Tratschweg (51)
- Treffelsdorf (134)
- Weidenau (4)
- Wimitz (33)
- Wimitzstein (4)
- Zedl bei Kraig (7)
- Zensweg (206)
- Zwein (23)
- Äußere Wimitz (14)
- Überfeld (475)